# Coop Provkök
Coop Provkök, förr KF:s Provkök, är Kooperativa förbundets avdelning för bland annat tester av hushållsprodukter. Provköket har också gett ut ett antal publikationer, däribland Vår kokbok.

## Historia
Coop Provkök startades 1943 i ett fönsterlöst rum på plan 6 i KF-huset i Stockholm som en underavdelning till Husmodersavdelningen. Den första arbetsuppgiften var en kvalitetsbedömning av bruna bönor och gula ärtor. 1946 blev Provköket en självständig enhet med Anna-Britt Agnsäter som chef. Agnsäter som under 1949 gjorde en resa till USA tog med sig många nya matlagningsidéer hem. I USA hade man börjat använda sig av hushållstermometrar och standardiserade måttsatser. Detta var något KF snart började att utveckla och sälja på den svenska marknaden. 1950 startade AB Gustavsberg tillverkning av hushållsprodukter i plast. En av de första produkterna var måttsatsen som togs fram tillsammans med KF:s provkök. Vår kokbok gavs ut första gången 1951 av KF:s Provkök. Boken har blivit norm för senare kokböcker. Det var den första svenska kokbok där den fyrdelade måttsatsen samt stektermometrar användes i recept.
Från att initialt endast ägnat sig åt receptprövning och kvalitetsbedömning av mat utvidgades verksamheten med tester av hushållsartiklar och vitvaror. Dessa tester blev oerhört viktiga för KF:s egna märken Gunda och Hugin som alltid jämfördes med sina konkurrenter. Provkökets jämförelsetester både av mat och hushållsartiklar publiceras i olika tidskrifter.
1980 gick Agnsäter i pension och ersattes av Christina Möller som i sin tur efterträddes 2008 av Sara Begner.
2003 bytte KF:s Provkök namn till COOP Provkök.

## Publikationer
Provkökets första bok blev Matlagningens nyckel, som kom ut 1950. Ett år senare kom första upplagan av Vår kokbok ut. Vår kokbok innehöll recept testade och utprovade av provköket och i recepten användes de nya standardiserade måttsatserna. Provköket gav också ut en del andra böcker som Vår wokbok, Vår bakbok, Vår kakbok etcetera samt många lösa recept i Konsums mataffärer. Man introducerade Sveriges första kunddator med recept kallad Mator i början av 1980-talet.

## Provköket som folkbildare
Provköket har spelat en viktig roll för folkbildningen och folkhälsan genom åren, med idéer som att äta nyttigt och spara in på socker och fett. År 1973 genomfördes tillsammans med Socialstyrelsen kampanjen Välj Rätt, som visade på en ny förbättrad kostcirkel. Ett år senare när KF firade sitt 75-årsjubileum publicerades matpyramiden i Vi:s jubileumsnummer. Detta i ett led att pedagogiskt och lättförståeligt påvisa vikten av att äta hälsosam basmat, eftersom kostcirkeln inte kunde visa i vilka nyttiga proportioner man borde inta sin föda. Socialstyrelsen hade dock sina synpunkter och ville absolut inte ha någon konkurrens inom näringsläran, varpå en livlig debatt fördes fram till 1976. Idén om matpyramiden kom att exporteras till de andra nordiska länderna men även länder som Japan, USA, Portugal samt Sri Lanka. Provköket kom också spela en viktig roll i utbildningsfrågor, både som remissinstans till utbildningsdepartementet samt vidareutbildning av KF:s egen personal. Provköket spelade en viktig roll i Kvinnor Kan projektet samt spridandet av kooperation i u-länder.
Provköket tog initiativ till att introducera quorn i Sverige som sedan började säljas i KF:s butiker.